# Russula fuscorubroides

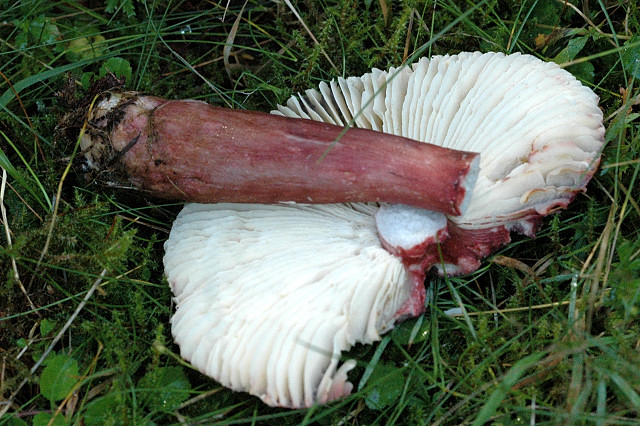

Russula fuscorubroides Bon – gatunek grzybów należący do rodziny gołąbkowatych (Russulaceae).

## Systematyka i nazewnictwo
Pozycja w klasyfikacji według Index Fungorum: Russula, Russulaceae, Russulales, Incertae sedis, Agaricomycetes, Agaricomycotina, Basidiomycota, Fungi.
Po raz pierwszy opisał go w 1976 r. Marcel Bon we Francji i nadana przez niego nazwa naukowa jest aktualna. Synonim: Russula queletii var. atropurpurea Bres. 1915.

## Morfologia
Kapelusz o średnicy 5–7 cm, początkowo wypukły, potem z zagłębieniem w środku. Powierzchnia purpurowoczerwona. Blaszki przyrośnięte, średniogęste, kremowe. Trzon o wysokości 5–8 cm i grubości 0,8–1,1 cm, nieco maczugowaty, różowoczerwony. Miąższ kremowy, nie zmieniający barwy po uszkodzeniu, o owocowym zapachu i piekącym smaku.
Wysyp zarodników jasnoochrowy. Bazydiospory szerokoeliptyczne, szkliste, w odczynniku Melzera amyloidalne, o powierzchni z izolowanymi brodawkami o wymiarach 8–9 × 6–7 μm. W skórce kapelusza liczne, wrzecionowate dermatocystydy.

## Występowanie i siedlisko
Brak go w opracowanym w 2003 r. przez Władysława Wojewodę wykazie wielkoowocnikowych grzybów podstawkowych Polski, po raz pierwszy jego stanowiska podali A. Gierczyk i inni w 2018 r. oraz T. Ślusarczyk i inni w 2021 r.
Gołąbki to naziemne grzyby mykoryzowe.